# Ди-дабл-ю
«Ди-дабл-ю» (англ. DW Stadium) — стадион в городе Уиган, графство Большой Манчестер, Англия. Построен в 1999 году; первоначально назывался «Джей-джей-би» (англ. JJB Stadium) по названию одного из спонсоров клуба JJB Sports. В августе 2009 года название стадиона было продано компании DW Sports Fitness.
Вместимость стадиона — 25 133 зрителя. Рекорд посещаемости стадиона был установлен 11 мая 2008 года в матче «Уиган» — «Манчестер Юнайтед» (25 133 зрителя).
Стадион является домашним для нескольких команд: футбольной «Уиган Атлетик», регбийной «Уиган Уорриорз». До 2003 года домашние матчи на стадионе проводила регбийная команда «РК Оррелл», но из-за плохих результатов переехала на другой стадион.

## История
Стадион был спроектирован британской строительной фирмой Alfred McAlpine. До открытия стадиона в 1999 году «Уиган Атлетик» проводил свои матчи на стадионе «Спрингфилд Парк».
Первый матч был сыгран «Уиганом» против «Моркама» перед официальным открытием стадиона. Официальное открытие стадиона произошло в товарищеском матче «Уигана» со своими географическими соседями «Манчестер Юнайтед» (победителем Лиги чемпионов). Первый официальный матч был сыгран «Уиганом» 7 августа 1999 года в рамках Второй Футбольной лиги Англии против «Сканторп Юнайтед» и завершился победой хозяев со счётом 3:0.

## Вместимость
- Северная трибуна (англ. North Stand) — 5 418 зрителей
- Восточная трибуна (англ. East Stand) — 8 238 зрителей
- Южная трибуна (англ. South Stand) — 5 412 зрителей
- Западная трибуна (англ. West Stand) — 6 100 зрителей